# Речная сеть
Речна́я сеть — часть гидрографической сети, образованная совокупностью всех рек и ручьёв c отчетливо выраженными руслами, находящихся в пределах какой-либо территории. Речная сеть характеризуется протяжённостью рек, их извилистостью и густотой. Вместе с тем совокупность всех водотоков в пределах какой-либо территории называют русловой сетью.
В речную сеть не входят балки, овраги и т. п.
Характер и структура речной сети определяются сложным взаимодействием физико-географических условий, определяющих величину и интенсивность поступления воды на поверхность суши, условия стока этой воды и сопротивляемость поверхности суши размыву.
Степень развитости речной сети характеризуется коэффициентом густоты речной сети.